# Shipping Service Provider
Als Shipping Service Provider (SSP) bezeichnet man Unternehmen, die sich mit der technischen Anbindung von Versandlogistikern wie z. B. KEP-Dienstleistern befassen.
Dazu gehören Paketdienste wie DHL, DPD, Hermes, UPS, GLS, Post-Unternehmen wie Deutsche Post, Express-Dienste wie DHL Express, TNT, GO!, FedEx, sowie Same-Day-Delivery oder Kuriere wie z. B. time:matters. In neueren Veröffentlichungen wird auch der Begriff Multi-Carrier-Versandsoftware genutzt.

## Leistung
Wie beim Payment-Service-Provider (PSP) stellt auch der Shipping Service Provider (SSP) einen Service bereit, um den Verkaufsprozess im Onlinehandel zu optimieren. Statt jeden einzelnen Versandlogistiker bzw. KEP-Dienstleister separat zu integrieren, brauchen Online-Händler nur noch auf einen SSP zurückgreifen, um automatisiert Versandetiketten direkt aus ihrem Shop- oder ERP-System erstellen zu können.
Somit wird die Bindung an nur einen einzigen Versanddienstleister aufgelöst und es wird die Nutzung unterschiedlicher Versanddienstleister ermöglicht Zudem liefert der SSP systemübergreifende Sendungsinformationen. Diese einheitliche Schnittstelle wird z. B. in einer Software-as-a-Service Plattform zur Verfügung gestellt.
Zusätzlich kann ein SSP seinen Kunden auch die vertragliche Bindung an einen bestimmten KEP-Dienst abnehmen, um mit geringem Aufwand in den Versandprozess einzusteigen.
Außerdem bieten SSPs meist Zusatzfunktionen wie etwa ein Retourenportal oder personalisierbares Tracking, die den Versandprozess unterstützen und als Marketinginstrumente genutzt werden.

## Anbieter
Es gibt weltweit zahlreiche Anbieter. Aufgrund der Komplexität der verwendeten Schnittstellen der Versandlogistikern / KEP-Dienstleistern sind die Dienstleistungen der Anbieter allerdings oftmals auf eine bestimmte Region (DACH, Europa oder auch einzelne Länder) beschränkt.
Auswahl von Shipping Service Providern
- Sendify (Europa, weltweit)
- Packeta eCommerce GmbH (Europa, US, RU, AE)
- Sendcloud GmbH (DE, AT, NL, BE, FR, ES, IT)
- checkrobin GmbH (DE, AT)
- LetMeShip (D-A-CH, FR, NL, BE, ES)
- JUMiNGO (DE)
- shipcloud GmbH (DE, NL)
- Metapack Ltd.(UK, DE, FR, NL, PL, HK, US)
- Shippo (US)
- Packlink PRO (ES, DE, FR, IT)
- Simplelogistik GmbH (DE)
- Cargo International GmbH (DE)